# 直立华溪蟹
直立华溪蟹（学名：Sinopotamon styxum）为溪蟹科华溪蟹属的动物。在中国大陆，分布于湖北、四川等地，一般生活于海拔220-1650米山区溪流石块下以及有时栖息于溪河或潮湿地带的坑中。